# Volta Ciclista a Catalunya 2008
88. edycja wyścigu kolarskiego Dookoła Katalonii odbyła się w dniach 19 – 25 maja 2008 roku. Trasa tego hiszpańskiego sześcioetapowego wyścigu liczyła 1032 km ze startem w Lloret de Mar i metą w Barcelonie.
Zwyciężył reprezentant gospodarzy Gustavo César Veloso z grupy Karpin-Galicia. W wyścigu nie startowali reprezentanci  Polski.

## Etapy
| Etap    | Data    | Start – meta                      | Długość (km) | Zwycięzca etapu    | Lider                |
| Prolog  | 19 maja | Lloret de Mar                     | 3.7 (ITT)    | Thor Hushovd       | Thor Hushovd         |
| 1. etap | 20 maja | Riudellots de la Selva – Banyoles | 167.8        | Thor Hushovd       | Thor Hushovd         |
| 2. etap | 21 maja | Banyoles – La Seu d’Urgell        | 191.9        | Cyril Dessel       | Cyril Dessel         |
| 3. etap | 22 maja | La Seu d’Urgell – Ascó            | 217.2        | Pierrick Fédrigo   | Remi Pauriol         |
| 4. etap | 23 maja | Ascó – El Vendrell                | 163.5        | Sylvain Chavanel   | Remi Pauriol         |
| 5. etap | 24 maja | El Vendrell – Pallejà             | 163.9        | Francesco Chicchi  | Remi Pauriol         |
| 6. etap | 25 maja | Pallejà – Barcelona               | 124.0        | José Luis Carrasco | Gustavo César Veloso |

## Wyniki
| M-ce | Imię i nazwisko      | Kraj      | Drużyna             | Czas                     |
| ---- | -------------------- | --------- | ------------------- | ------------------------ |
| 1.   | Gustavo César Veloso | Hiszpania | Karpin-Galicia      | 24h 29' 22" (42.14 km/h) |
| 2    | Rigoberto Urán       | Kolumbia  | Caisse d’Epargne    | + 16"                    |
| 3    | Rémi Pauriol         | Francja   | Crédit Agricole     | + 21"                    |
| 4    | Josep Jufré Pou      | Hiszpania | Saunier Duval-Scott | + 21"                    |
| 5    | Daniel Navarro       | Hiszpania | Team Astana         | + 23"                    |
| 6    | Haimar Zubeldia      | Hiszpania | Euskaltel - Euskadi | + 28"                    |
| 7    | Janez Brajkovič      | Słowenia  | Team Astana         | + 29"                    |
| 8    | Pierrick Fédrigo     | Francja   | Bouygues Télécom    | + 31"                    |
| 9    | Thomas Lövkvist      | Szwecja   | Team High Road      | + 34"                    |
| 10   | Gorka Verdugo        | Hiszpania | Euskaltel - Euskadi | + 34"                    |